# Ford Escort RS1800
La Ford Escort RS1800 è una versione sportiva della Ford Escort, specificatamente progettata per partecipare al Campionato del mondo rally, campionato in cui ha gareggiato dal 1975 al 1982 vincendo due volte il titolo piloti con Björn Waldegård nel 1979 e Ari Vatanen nel 1980 ed una volta quello costruttori nel 1979.

## Storia
La vettura rappresentò il modello di punta di casa Ford dal campionato del mondo rally 1975, allorché sostituì la Ford Escort RS1600 che lo era stata sino all'anno precedente. Dopo due anni di assenza dal mondiale rally, la casa statunitense tornò con la Ford RS200 a partire dal campionato del mondo rally 1986.

## Palmarès
- 1 Campionato del mondo marche (1979)
- 2 Campionati del mondo piloti (Björn Waldegård nel 1979 e Ari Vatanen nel 1981)
- 1 Campionato europeo piloti (Antonio Zanini nel 1980)

## Vittorie nel mondiale rally
Le 17 vittorie nel mondiale WRC, la RS1800 sono state conquistate tutte dal 1975 al 1981, quindi in Gruppo 4.